# 海德公园 (纽约州)
海德帕克（英语：Hyde Park）是美国纽约州达切斯县的一个镇，镇内下辖4个定居点：海德帕克、斯塔茨堡、哈維蘭以及东村。根据美国2020年人口普查，海德帕克共有人口21,851人，其中白人占比高达91.02%、非裔美国人占4.25%、亚裔美国人占1.39%。海德帕克之名来自纽约殖民地时期总督爱德华·海德（Edward Hyde），与伦敦的海德公园无直接关系。
海德帕克以罗斯福家族海德帕克分支所在而闻名，它是美国第32任美国总统富兰克林·D·罗斯福的出生、成长和长居地，此地设有富兰克林·D·罗斯福故居国家历史公园。這裡也是美國烹飪學院的所在地。